# TRT Haber
TRT Haber è un'emittente televisiva pubblica turca, nota fino al 18 marzo 2010 con il nome di TRT 2.

## Storia e programmazione
TRT 2 ha iniziato le trasmissioni di prova il 15 settembre 1986 come 2. Kanal ed è attualmente il secondo canale più visto del gruppo TRT. I programmi della rete includono contenuti educativi, culturali (dibattiti, documentari e programmi su arte e cultura), informativi (telegiornali e programmi di informazione specializzata), sportivi, musicali (musica di generi vari) e di intrattenimento (serie televisive e film di produzione turca ed internazionale, cartoni e programmi per bambini e ragazzi).

## Palinsesto
Il palinsesto è incentrato su arte e cultura ed offre programmi intellettuali.

### Attuale
- Cinema 7 - Informazioni sulle ultime uscite cinematografiche in Turchia, interviste con i migliori registi ed altro
- Cinema dal mondo - Un film in lingua straniera sottotitolato in turco ogni venerdì sera
- Documentari - Prodotti da TRT e/o reti internazionali
- Sinemasal - Una selezione di cinema turco artistico e raffinato ogni domenica sera
- Avrupa Viziyonu - Programma informativo sull'adesione della Turchia al'Unione europea
- Rengahenk - Programma informativo giornaliero sul mondo della cultura e dell'arte
- Telegiornale - La rete trasmette per la maggior parte del tempo il telegiornale, similarmente ad una rete all-news, con un'edizione ogni ora e programmi di approfondimento in prima serata
- Musica - Concerti di musica classica, balletti, opera, folk turco, musica classica e world music

### Passato
Così come TRT 1, anche TRT Haber in passato ha trasmesso serie televisive note a livello mondiale per la prima volta in Turchia, come Sposati... con figli, Oltre la legge - L'informatore, 21 Jump Street, Hill Street giorno e notte, La bella e la bestia, Yesenia, Febbre d'amore, ALF, Anche i ricchi piangono, Lovejoy, Super Vicki, Stingray, MacGyver, Airwolf, Yellow Rose, Mike Hammer, Saranno famosi, Ai confini della realtà, Matlock, Crime Story, Vietnam addio, Lottery!, Il mio amico Arnold, La piccola grande Nell, St. Elsewhere, Happy Days, Il mio amico Ultraman, Casalingo Superpiù ed I Jefferson.
Dal 1989 al 2001 TRT 2 ha trasmesso TRT Gap.

## Loghi e schermate
- Come gli altri canali della TRT, anche TRT Haber trasmette alle 5:53 un ident della TRT, seguito dalla programmazione del giorno e l'inno nazionale.
- Durante le trasmissioni (ad eccezione degli spazi pubblicitari) è presente in alto a destra l'orario locale.